# Spolčení ke spáchání zvlášť závažného zločinu
Spolčení ke spáchání zvlášť závažného zločinu, tedy úmyslného trestného činu, za nějž je stanoven trest odnětí svobody s horní hranicí trestní sazby nejméně deset let, je v § 20 odst. 1 českého trestního zákoníku č. 40/2009 Sb. jmenováno jako jedna z forem úmyslného vytváření podmínek pro spáchání takového zločinu, které je už samo o sobě trestné. Jakožto příprava trestného činu je trestná podle trestní sazby stanovené na ten zvlášť závažný zločin, k němuž směřovalo. Podle výkladu Pavla Šámala jde o tzv. předčasně dokonaný trestný čin, jenž má formu dohody dvou nebo více osob na spáchání určitého zvlášť závažného zločinu, která nemusí být výslovná, ale může být uzavřena i jen mlčky. Od jiné formy přípravy trestného činu, srocení ke spáchání zvlášť závažného zločinu, se liší tím, že zde chybí časová a místní bezprostřednost s připravovaným zločinem. Od trvalého zločinného spolčení (organizované zločinecké skupiny) se pak liší tím, že je zaměřeno na pouze na jeden konkrétní trestný čin.